# Matías Patrón
Matías Patrón (Buenos Aires, 1784 - Córdoba, 6 de enero de 1822) fue un abogado y político argentino, diputado constituyente en 1819.

## Biografía
Matías Patrón nació en la ciudad de Buenos Aires en 1784, hijo de Juan Antonio Patrón y de María de los Dolores Salgado.
En 1797 ingresó al Real Colegio de San Carlos. Allí fueron sus compañeros Tomás Manuel de Anchorena, Manuel Hermenegildo de Aguirre, Buenaventura Arzac, Cosme Argerich, Juan Antonio Argerich, Ulpiano Barreda, Luis Dorrego, José Joaquín Díaz de Vedoya, Francisco Planes y Bernardino Rivadavia, y tuvo como profesores al doctor Valentín Gómez y al presbítero Pedro Fernández. Terminado sus estudios secundarios pasó a Chuquisaca y en 1806 se graduó como doctor en jurisprudencia en la Universidad de Charcas.
Ya de regreso en su ciudad natal, asistió al cabildo abierto del 22 de mayo de 1810, donde apoyó la fórmula propuesta por Juan Nepomuceno Solá: «que en atención a las críticas circunstancias del día, es de sentir que debe subrogarse el mando en el excelentísimo Cabildo con voto decisivo del caballero síndico procurador general; debiéndose retener provisoriamente hasta la erección de una junta gubernativa cual corresponde con llamamiento de todos los diputados del virreinato».
El 1 de enero de 1812 fue elegido por el cabildo de Buenos Aires como defensor de pobres pero el 6 de agosto de ese año, mientras Félix Frías lo reemplazaba en la defensoría, fue promovido a alguacil fiscal en reemplazo de Gerónimo Mantilla.
El 4 de abril de 1812 fue sorteado por la Junta Electoral para acreditarse como diputado ante la Asamblea General legislativa en reemplazo de Julián Gregorio Espinosa, pero la Asamblea fue disuelta por el ejecutivo en cabeza del Primer Triunvirato.
En 1813 fue fiscal en la causa contra el obispo de Salta Nicolás Videla del Pino. Videla del Pino había apoyado moral y económicamente las invasiones realistas a la provincia y tras la victoria patriota en la batalla de Salta había sido separado de su cargo por Manuel Belgrano y detenido.
Matriculado en el foro porteño era en 1817 un reconocido profesional por lo que el 20 de marzo de ese año la Junta Electoral lo designó diputado por Buenos Aires ante el Congreso Nacional, que habiendo sesionado en la ciudad de San Miguel de Tucumán se disponía a trasladarse a Buenos Aires.
El 9 de abril, Patrón elevó a la Junta Electoral una nota «exponiendo los males que han de seguirse al público si se traslada a otras manos el despacho del ministerio fiscal que está a su cargo; y manifestando la afinidad inmediata y relación de familia en que se halla con el diputado reelecto José Darregueira» (que era marido de María Antonieta de Luca y Patrón) por lo que solicitaba «se le exonere de la Diputación que se le ha destinado», solicitud que la Junta resolvió desechar a pluralidad de votos.
El Congreso comenzó sus reuniones el 9 de junio de 1817. Una semana después, aprobó
una moción del diputado Patrón a fin de que se destinaran sus sesiones ordinarias,
«a los trabajos de la Constitución o Estatuto provisorio», que se concretaría finalmente en la Constitución de 1819.
Producida la llamada Anarquía del Año XX con la consiguiente caída del régimen congresista y directorial y la disolución del gobierno nacional, Buenos Aires, convertida ahora en provincia, se dispuso a elegir los representantes para su Legislatura. En las elecciones efectuadas por el Cabildo el 27 de abril de 1820 Matías Patrón obtuvo 27 sufragios.
Según lo acordado en el tratado del Pilar (23 de noviembre de 1820), resultó elegido junto a Mariano Andrade como representante por la provincia de Buenos Aires ante el congreso que debía reunirse en la localidad santafesina de San Lorenzo, pero reiniciado el conflicto entre Buenos Aires y Santa Fe los representantes porteños no dejaron la ciudad.
Fue nombrado fiscal de gobierno en la ciudad de Buenos Aires, pero en julio de 1821 partió junto a Juan Cruz Varela, Teodoro Sánchez de Bustamante y Justo García Valdés, como representantes ante la asamblea que se reuniría ahora en Córdoba. No obstante, portaban instrucciones limitadas por lo que el intento de Bustos de impulsar un nuevo orden institucional de carácter federativo fracasó.
El 24 de septiembre de 1821 Benito Rivadavia, ministro del gobernador Martín Rodríguez, revocó los poderes de los diputados porteños. Cuando Matías Patrón se disponía a regresar a su ciudad natal enfermó, falleciendo el 6 de enero de 1822. Sus restos fueron trasladados a Buenos Aires el 24 de abril de 1823 y el gobierno le decretó honras fúnebres el 21 de noviembre de 1828.